# Stamatios Nikolopulos
Stamatios Nikolopulos (gr. Σταμάτιος Νικολόπουλος) – grecki kolarz, uczestnik I nowożytnych Igrzysk Olimpijskich w Atenach.
Nikolopulos wystartował na dwóch dystansach podczas kolarskiej rywalizacji w Atenach. Zarówno w wyścigu na 333 1/3 m, jak i na 2 km finiszował drugi, za Paulem Massonem z Francji.